# Le Sang des fraises
Le Sang des fraises est un téléfilm français de Manuel Poirier (2005).

## Synopsis
Le temps d'un été en Dordogne, un adolescent à la recherche de son père est accueilli dans une exploitation agricole et va faire l'apprentissage de la vie.

## Fiche technique
- Réalisation : Manuel Poirier
- Scénario : Catherine Bidaut
- Photographie : Serge Dell'Amico
- Montage : Yann Dedet
- Musique : Florence Caillon
- Pays :  France
- Lieux de tournage : Bassillac, Bergerac, Beauregard-et-Bassac, Cendrieux, Monbazillac et à Saint-Astier en Dordogne
- Productrice : Lissa Pillu
- Sociétés de production : France 3, Telecip Productions
- Genre : Comédie dramatique
- Date de 1re diffusion : 2 juin 2007 sur France 3

## Distribution
- Cécile Rebboah : Violette
- Baptiste Caillaud : Victor
- Marion Durand : Angèle
- Céline Crémon : Colette
- Julien Barbier : Colas
- Bastien Telmon : Pascal
- Fanny Cottençon : Josiane
- Stéphanie Lanier : Françoise

## Récompenses
Au Festival de la fiction TV de Saint-Tropez 2006 :
- Meilleure interprétation féminine pour Cécile Rebboah ;
- Meilleure musique pour Florence Caillon.

## Autour dutéléfilm
Sauf indication contraire ou complémentaire, les informations mentionnées dans cette section proviennent du générique de fin de l'œuvre audiovisuelle présentée ici.On peut voir un extrait du téléfilm dans La Femme cachée de Michel Favart.